# 瑪麗-雅絲敏·阿利杜
瑪麗-雅絲敏·阿利杜·當茹（法語：Marie-Yasmine Alidou d'Anjou；1995年4月28日—）是一名加拿大職業女子足球員，司職中場，現效力國家女子足球聯賽球隊波特蘭荊棘。

## 生平

### 俱樂部生涯
阿利杜在2023年夏窗加盟葡冠球隊本菲卡。10月11日，她在對戰阿波羅利馬索爾的歐冠外圍賽中射入兩球。在2023/2024賽季，阿利杜不僅協助本菲卡奪得全部四座國內獎盃，更協助本菲卡歷史性地殺進歐冠八強賽，而她自己也以26個進球成為球隊神射手。

### 國家隊生涯
2017年，阿利杜在魁北克大學蒙特利爾分校就讀期間，曾代表加拿大出戰世界大學生運動會。
2022年2月，阿利杜入選加拿大女足出戰阿諾德·克拉克盃的大名單，並於2月23對戰西班牙女足的比賽中完成大國家隊首秀。但此後她並未再得到主教練貝佛莉·普利斯特曼青睞，接連錯過2023年世界盃和2024年巴黎奧運。直到普利斯特曼在2024年離任後，阿利杜才終於重返國家隊：由於隊友克洛伊·拉卡斯受傷，看守教練安迪·斯彭斯徵召阿利杜出戰對西班牙的友誼賽。而阿利杜也沒有浪費這次機會，在這場比賽中攻入自己的第一顆大國家隊進球。
2025年2月，阿利杜入選加拿大女足出戰皮納塔爾盃的大名單。2月25日，她在對戰中華台北的比賽中上演帽子戲法，協助加拿大以7-0大勝對手。

## 榮譽
- 法馬利康（葡萄牙语：Futebol Clube Famalicão）
  - 葡萄牙盃：2022-23
- 本菲卡
  - 葡萄牙超級盃：2023
  - 葡萄牙女子國家錦標賽冠軍：2023-24
  - 葡萄牙盃：2023-2024
  - 葡萄牙聯賽盃：2024

## 外部連結
- 瑪麗-雅絲敏·阿利杜在加拿大足球協會
- Soccerway資料庫：瑪麗-雅絲敏·阿利杜